# Stadtbezirk Linksruhr
Der Stadtbezirk Linksruhr ist einer der drei Stadtbezirke der Stadt Mülheim an der Ruhr. Er wird auch als Stadtbezirk 3 bezeichnet.

## Lage
Der Stadtbezirk 3 liegt auf der linken Ruhrseite. Er grenzt an Essen, Ratingen, Duisburg und Oberhausen. Zu diesem Stadtbezirk zählen die Stadtteile Speldorf, Broich und Saarn.

## Geschichte
Siehe auch: Speldorf, Broich (Mülheim an der Ruhr), Saarn
Der Stadtbezirk Linksruhr wurde ebenso wie die Stadtbezirke Rechtsruhr-Nord und Rechtsruhr-Süd 1979 geschaffen.

## Politik
- Linke: 1
- PARTEI: 1
- SPD: 3
- Grüne: 5
- MBI: 1
- FDP: 1
- CDU: 6
- AfD: 1

Der Stadtbezirk 3 war bis 1994 wie die Stadtbezirk 1 und 2 ein SPD geprägter Stadtbezirk, erzielte jedoch nie die absolute Mehrheit. Seit 1994 ist jedoch die CDU stärkste Kraft in der Bezirksvertretung und stellt seitdem auch den Bezirksbürgermeister.